# 蝴蝶駅
蝴蝶駅（こちょうえき）は、香港新界屯門区龍門路に位置する、香港鉄路（港鉄 MTR）軽鉄の駅である。駅番号は015である。

## 利用可能な路線
- 香港鉄路
  - 軽鉄
    - 系統■610、■615、■615P。

## 駅構造
- 相対式ホーム3面3線を持つ地上駅。

1. 未使用
2. ■■■系統610、615、615P 屯門碼頭方面
3. ■■■系統610、615、615P 元朗、兆康方面

## 駅周辺
- 紅楼
- 中山公園
- 蝴蝶邨

## 歴史
- 1988年9月18日 - 九広軽鉄の第一期開業、九広軽鉄の蝴蝶駅開業。

## 隣の駅
香港鉄路
軽鉄
■系統610・■系統615・■系統615P
美楽駅 (010) - 蝴蝶駅(015) - 軽鉄車廠駅 (020)